# دانيال بليسدل
دانيال بليسدل هو قاضي وسياسي أمريكي، ولد في 22 يناير 1762 في أميسبوري في الولايات المتحدة، وتوفي في 10 يناير 1833 في كانان في الولايات المتحدة. نشط حزبياً في الحزب الفيدرالي الأمريكي. وقد انتخب عضو مجلس ولاية نيوهامبشير ‏ وانتخب عضو مجلس النواب الأمريكي.